# Sławomir Paluch
Sławomir Andrzej Paluch (ur. 27 listopada 1975 w Knurowie) – piłkarz, reprezentant Polski.
Karierę piłkarską rozpoczął w Odrze Wodzisław Śląski. Następnie był zawodnikiem Ruchu Chorzów i ponownie Odry Wodzisław Śląski. Będąc zawodnikiem Odry, awansował z nią do Ekstraklasy, a w reprezentacji narodowej rozegrał dwa mecze. 
Zadebiutował w kadrze 14 lutego 1997 w meczu z reprezentacją Litwy rozegranym w Ayia Napa na Cyprze. W Odrze Wodzisław rozegrał najwięcej meczów ligowych i wywalczył z nią 3. miejsce w Ekstraklasie. Następnie przez krótki okres był piłkarzem Wisły Kraków i ponownie Ruchu Chorzów. Znakomicie zapowiadającą się karierę zawodnika przerwała poważna kontuzja uniemożliwiająca mu powrót do gry na wysokim poziomie. 
W 2005 roku Paluch rozpoczął karierę trenerską, obejmując posadę szkoleniowca KS Polonia Łaziska Górne, gdzie był grającym trenerem. Następnie był trenerem futsalowej drużyny Gwiazda Ruda Śląska. Do 2013, przez dwa lata, prowadził seniorów SKS Fortuna Wyry jako grający trener.